# Проти Цельса

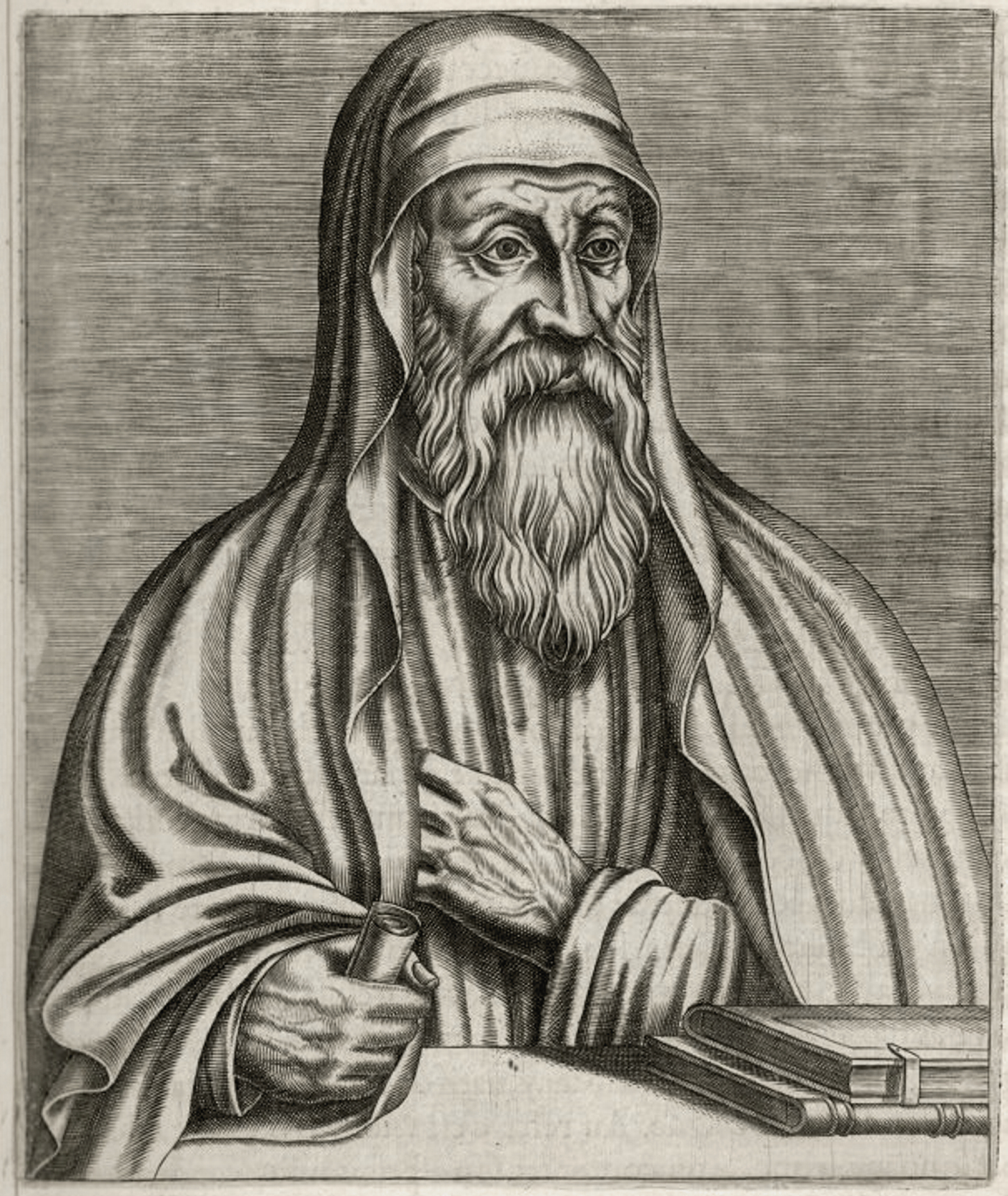
Портрет Орігена
Робота невідомого художника XVI століття
Гравюра на металі

Проти Цельса (грец. Κατά Kέλσον, лат. Contra Celsum) — вісім книг грецького християнського теолога, філософа і вченого Оригена, що він їх написав 249 року, щоб спростувати твори Цельса «Істинне слово».
Трактат «Проти Цельса» є одним із найбільш об'ємних творів на захист християнства перед лицем язичницьких опонентів-філософів, а саме вченого Цельса, широко освіченого письменника другої половини II століття, римського філософа-платоніка, одного з найвідоміших античних критиків християнства. Свою критику Цельс виразив у трактаті «Істинне слово», який не дійшов до наших днів (грец. «Λόγος άληθής»).

## Зміст
Філософ Ориген у своїй праці виписує один за одним усі заперечення Цельса проти християнства й одразу ж їх спростовує. Наприклад, проти думки Цельса, про те, що втілення Бога суперечить Його незмінюваності, а також незмінюваності світу, Оріген заперечує, що Бог, займаючись провидінням, за своєю Божественною волею влаштовує життя світу і спасіння людини, залишаючись сам незмінним.
Дійсність втілення Бога Слова Оріген доводить старозавітними пророцтвами, які збулися через Ісуса Христа.
Також Оріген посилається на історію, щоб довести, що дива Ісуса Христа — не волхвування й не нечувані вигадки, як стверджував Цельс, а Його воскресіння — не брехня.
Для доказу Божественності Особи Ісуса Христа, а також істинності Його воскресіння Оріген наводить проповідь апостолів і поширення християнства, попри всі перешкоди.